# Roger Faraud
Pour les articles homonymes, voir Faraud.
Roger Faraud, né au pin le 7 mai 1903 au Pin et mort le 8 avril 1987 à Saintes, est un homme politique français.

## Biographie
Né le 7 mai 1903 au Pin (Charente-Inférieure), il suit une formation à l'école normale d'instituteurs de La Rochelle avant de commencer à enseigner dans plusieurs écoles de la région. Membre de la SFIO dès 1928, il fait ses premiers pas en politique quelques années plus tard, se présentant aux élections législatives de 1932 et de 1936 dans la circonscription de Jonzac, sans toutefois parvenir à se faire élire. Quelques mois plus tard, il se présente de nouveau devant les électeurs à la faveur d'une élection partielle et est finalement élu conseiller général du canton de Mirambeau, poste qu'il ne conserve que jusqu'en 1937.
Durant l'occupation allemande, il est l'un des principaux organisateurs des maquis de la région de Jonzac, ce qui lui vaut d'être nommé président du comité de libération de la Charente-Inférieure (Charente-Maritime) en 1944. Tête de liste SFIO aux élections de la première assemblée nationale constituante (1945), il arrive en tête et est élu avec son second, André Maudet. De 1945 à 1958, il siège à différentes commissions (éducation nationale, famille, travail, affaires économiques, moyens de communication, tourisme) et s'engage tout particulièrement dans les questions ayant trait à la jeunesse.
Son action dans la résistance lui vaut de se voir décerner la médaille de la résistance, la croix de guerre 1939-1945 avec palmes et la Légion d'honneur.
Roger Faraud meurt à Saintes le 8 avril 1987.